# El Conflicto de los Siglos
"El conflicto de los siglos" o "El Gran Conflicto" es un libro de la autora Ellen G. White, una de las fundadoras de la Iglesia Adventista del Séptimo Día, considerada como mensajera del Señor. En él, la autora muestra el "tema de la Gran Controversia" entre Jesús y Satanás, como se ha desarrollado a lo largo del tiempo y relata desde el comienzo del mal en el cielo, hasta la segunda venida de Jesús, el milenio en el cielo y una tierra renovada. Con respecto a la razón para escribir el libro, Ellen informó: "En esta visión en Lovett's Grove (en 1858), se repitió la mayor parte del asunto del conflicto de los siglos que había visto diez años antes, y se me mostró que debo escribirlo." 

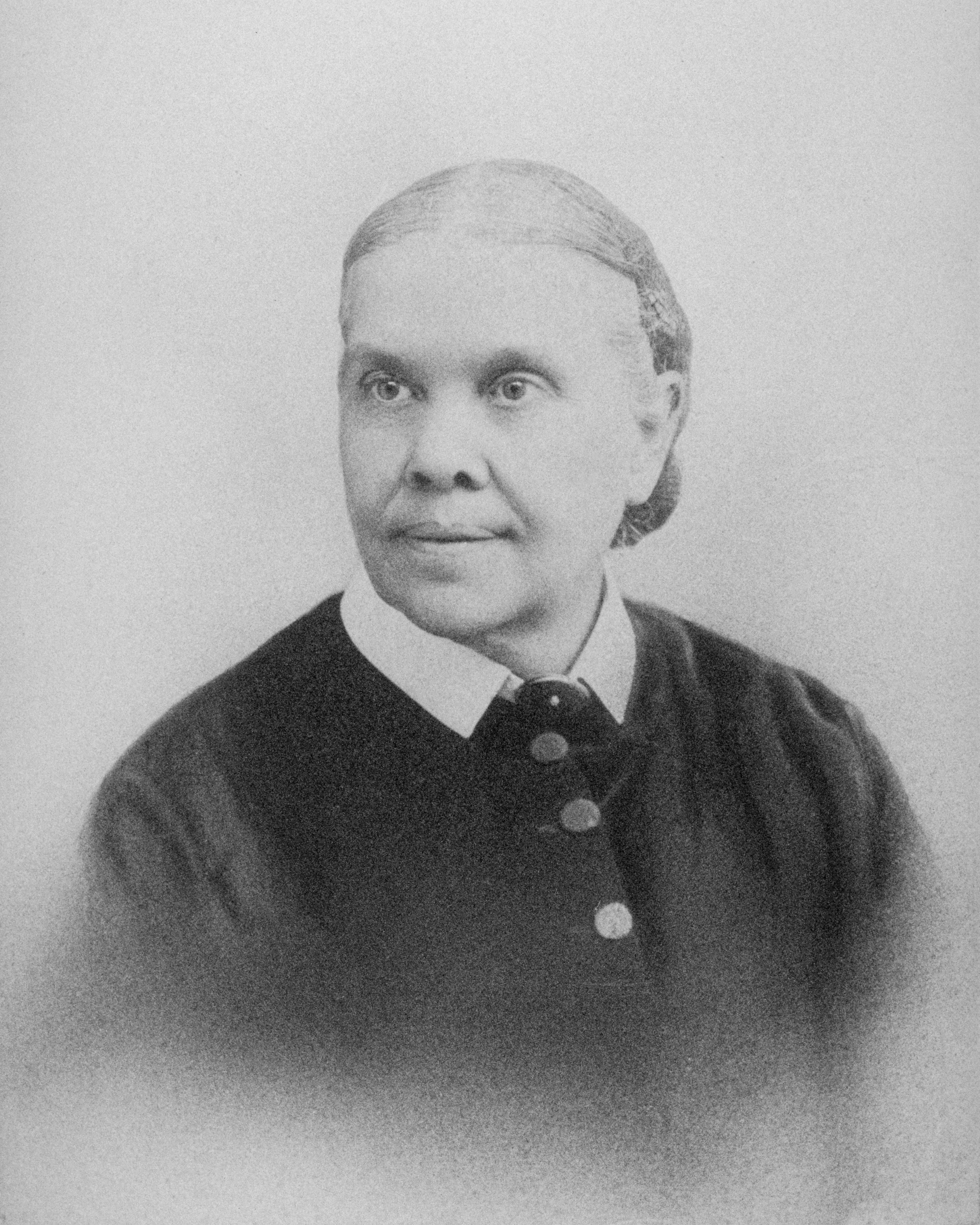
Ellen G de White, Autora del lbro

## Proceso de escritura
El libro: "El conflicto de los siglos" fue un proyecto desarrollado a lo largo de 60 años. Todo comenzó con "La visión del gran conflicto", el 14 de marzo de 1858 Ellen G. White y su esposo James White estaban en una conferencia cuando, ella  comenzó a tener una visión que duraría 2 horas.
En 1858 se publicó la primera edición del libro titulada "Spiritual Gifts" Después de 3 ediciones posteriores, El libro fue traducido al español por El Mexicano A.B Carrero (Sociedad Bíblica Americana), cabe destacar que el traductor no era Adventista.
EL libro consta de 43 Capítulos (En la edición en español se agregó el capítulo 13 "el despertar de España" por C. C. Crisller y H. H. Hall con el permiso de la autora) y un apéndice.

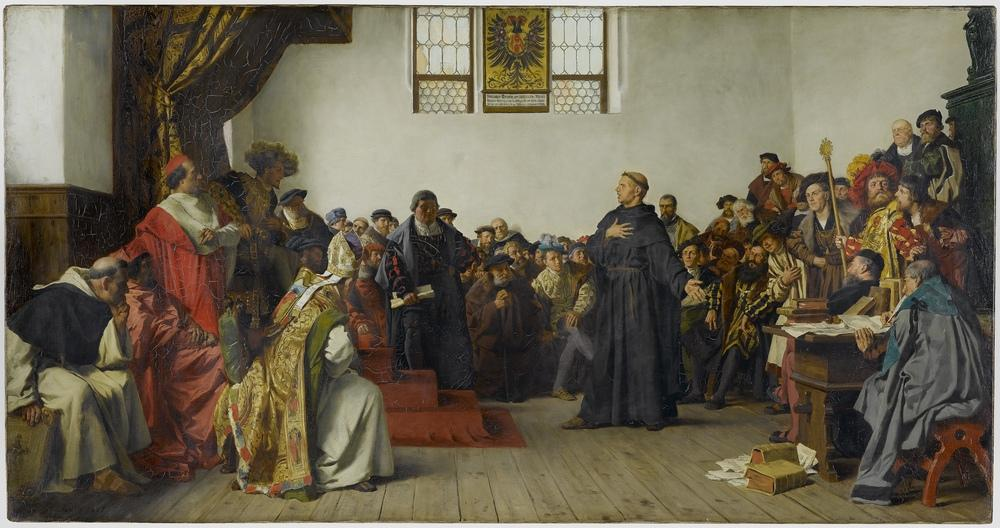
Martin lutero ante la dieta de Worms

El libro habla de como la revolución francesa estaba profetizada en la biblia.

El libro Comienza con la destrucción de Jerusalén en el año 70, comienza las persecuciones cristianas en los primeros siglos de nuestra era, luego habla de la corrupción de la iglesia y la reforma protestante.
La segunda parte del libro habla de diferentes doctrinas adventistas, como el estado de los muertos, quiénes son los ángeles y el mensaje final de Dios.